# Crantzia
Crantzia ist eine Pflanzengattung aus der Familie der Gesneriengewächse (Gesneriaceae). Die etwa vier Arten kommen in der Neotropis vor.

## Beschreibung

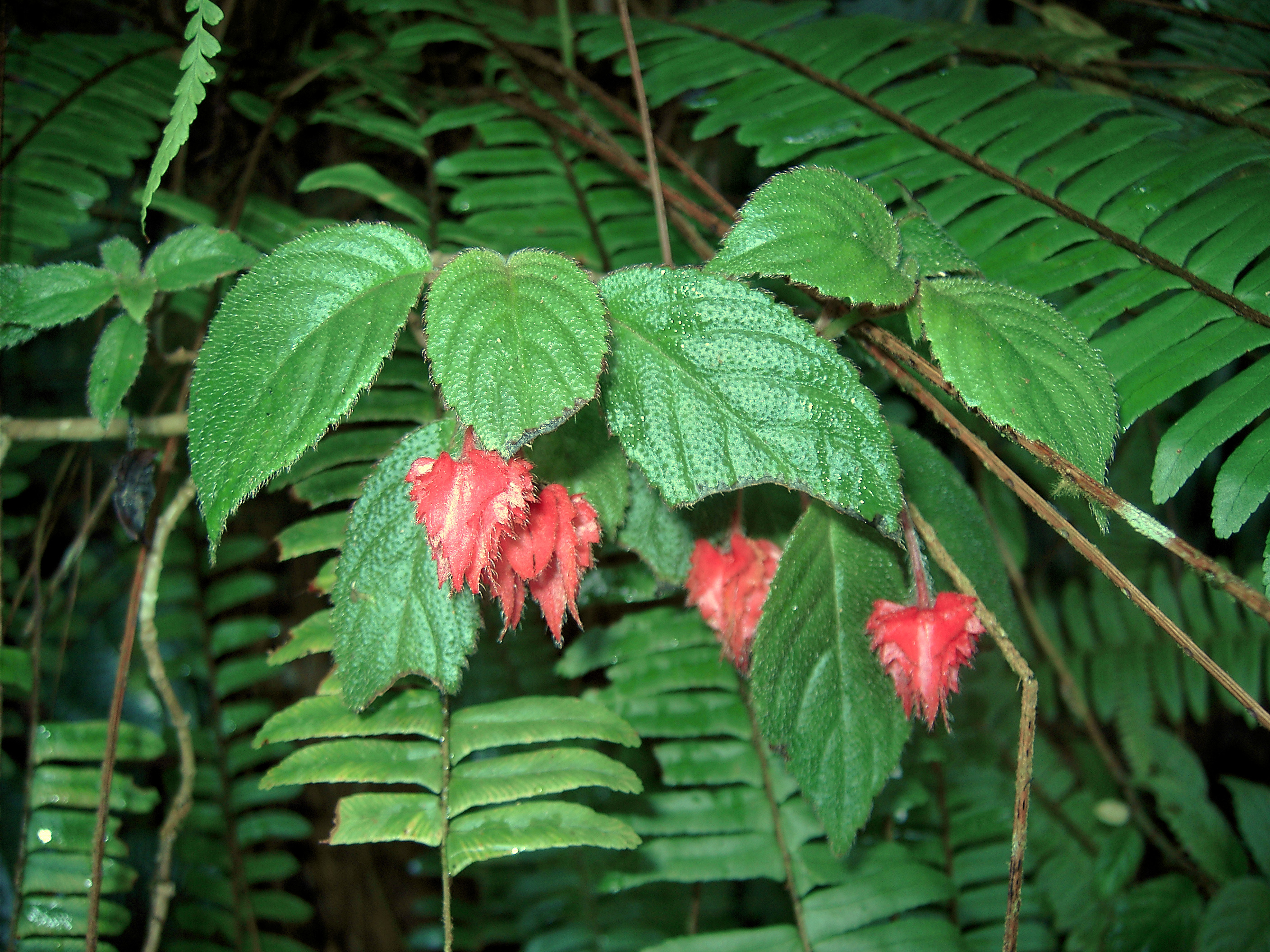
Crantzia cristata

### Vegetative Merkmale
Crantzia-Arten sind mehrjährige krautige Pflanzen oder Halbsträucher. Sie wachsen epiphytisch oder terrestrisch. Die einfachen Laubblätter stehen meist gegenständig.

### Generative Merkmale
In den Blattachseln stehen die Blüten meist zu wenigen zusammen oder sie stehen einzeln. Die zwittrigen, zygomorphen Blüten sind fünfzählig mit doppelter Blütenhülle. Die fünf Kelchblätter sind fast frei. Die fünf Kronblätter sind röhrig oder tellerförmig verwachsen. Die vier Staubblätter hängen mehr oder weniger zusammen.
Die zweiklappigen Kapselfrüchte enthalten viele winzige Samen.

## Systematik und Verbreitung
Die Gattung Crantzia wurde 1777 durch Giovanni Antonio Scopoli in Introductio ad historiam naturalem sistens genera lapidum, plantarum, et animalium hactenus detecta, caracteribus essentialibus donata, in tribus divisa, subinde ad leges naturae, Seite 173 aufgestellt. Der Gattungsname Crantzia ehrt den Arzt und Botaniker Heinrich Johann Nepomuk von Crantz (1722–1797). Der Name Crantzia Scop. hat eine komplizierte botanische Geschichte. Erschwerend hinzukommen noch mehrere Homonyme.
Durch John L. Clark wurden 2005 drei Arten aus der Gattung Alloplectus in die Gattung Crantzia eingegliedert. Synonyme für Crantzia Scop. sind: Lophia Desv. nom. illeg., Lophalix Raf., Heintzia Karst., Prionoplectus Oerst.
Die Gattung Crantzia ist in der Neotropis verbreitet. Das Hauptverbreitungsgebiet sind die Karibischen Inseln. Eine Art gibt es in Venezuela, und eine Art gedeiht auf dem Guayana-Schild.
Es gibt etwa vier Crantzia-Arten:
- Crantzia cristata (L.) Scop. ex Fritsch (Syn.: Besleria cristata L., Alloplectus cristatus var. crenatus C.V.Morton, Alloplectus cristatus var. typicus Fournet, nom. superfl., Alloplectus cristatus (L.) Mart., Alloplectus cristatus var. brevicalyx C.V.Morton, Alloplectus cristatus var. typicus Stehlé, nom. superfl., Alloplectus forseithii (Oerst.) Hanst., Columnea cristata (L.) Kuntze, Columnea forseithii (Oerst.) Kuntze, Lophalix bicolor Raf., Lophia phoenicea Desv. ex Hamilton, Prionoplectus cristatus (L.) Oerst., Prionoplectus forseithii Oerst.): Sie kommt auf den Kleine Antillen: Dominica, Grenada, Guadeloupe, Martinique, St. Kitts und Nevis (Nevis, St. Kitts), St. Lucia, St. Vincent und die Grenadinen (St. Vincent), Grenada vor.
- Crantzia epirotes (Leeuwenb.) J.L.Clark (Syn.: Alloplectus cristatus var. epirotes Leeuwenb.): Sie kommt nur in Guyana vor.
- Crantzia spectabilis (Wiehler ex L.E.Skog & Steyerm.) J.L.Clark (Syn.: Alloplectus spectabilis Wiehler ex L.E.Skog & Steyerm.): Sie kommt nur in der venezolanischen Provinz Sucre vor.
- Crantzia tigrina (Karst.) Fritsch (Syn.: Heintzia tigrina H.Karst., Alloplectus tigrinus (Karst.) Hanst., Columnea tigrina (Karst.) Kuntze, non Raymond, Heintzia picta H.Karst., nom. nud. pro syn.): Sie kommt in den venezolanischen Provinzen Aragua, Carabobo, Mérida, Miranda, Colonia Tovar sowie im Distrito Federal vor.